# الفاصل بين الضربات
الفاصل بين الضربات (Interbeat interval) هو مصطلح علمي يُستخدم في دراسة قلب الثدييات. 

## التعريف
الفاصل بين الضربات هو مصطلح علمي يُستخدم في الإشارة إلى المدة الزمنية التي تفصل بين الضربات الفردية لـقلب الثدييات. المختصر العلمي للفاصل بين الضربات هو "IBI" وأحيانًا يكتب هكذا ("inter-beat interval") بفاصل بين الكلمتين الأوليين. وأحيانًا أخرى يطلق عليه المدة بين ضربة وأخرى (beat-to-beat).
ويقاس الفاصل بين الضربات بوحدة المللي ثانية. تختلف قيمة الفاصل الزمني بين ضربات قلب الإنسان ما بين 5 مللي ثانية على أقل تقدير إلى 70 مللي ثانية على أقصى تقدير. وعندما يكون القلب في حالته الطبيعية، تتغير قيمة هذا الفاصل من ضربة لأخرى.  ويطلق على هذا التغير الطبيعي معدل التغير في ضربات القلب (HRV). ولكن توجد بعض حالات أمراض القلب من شأنها أن تجعل قيمة الفاصل بين الضربات أقرب إلى الثبات، وحينئذ يكون معدل التغير في ضربات القلب يساوي تقريبًا صفرًا. وهذا قد يحدث مثلًا
أثناء فترات ممارسة التمارين الرياضية إذ يزداد معدل ضربات القلب وتنتظم سرعتها. وقد تتسبب أمراض معينة في زيادة معدل ضربات القلب وثبات سرعتها أيضًا، ومن ذلك الإصابة بمرض.

## تسجيل الفاصل بين الضربات
حرص العلماء على تطوير عدد من الأدوات التي تفيد في تسجيل قيم الفاصل بين كل ضربة وأخرى. وإجمالًا، يقتصر استخدام هذه الأدوات على نطاق أبحاث طب القلب الأساسية، لأنه حتى الآن لا توجد حالة يمكن تشخيصها أو الاسترشاد في علاجها بإحصاءات الفاصل بين الضربات. ومع هذا يبقى معدل التغير في ضربات القلب مجالًا خصبًا للبحث العلمي، ويمكن عن طريق تحليل الفاصل بين الضربات استخراج كمًا هائلًا من البيانات التي تبشر بمستقبل أفضل للتطبيقات الطبية المستقبلية.

## وصلات خارجية
- Heart Rate Variability General Reference
- CamNtech, manufacturer of IBI-recording monitors
- Distributor of IBI-recording monitors